# Протопопов Віктор Павлович
Протопопов Віктор Павлович (22 жовтня 1880, Юрки — 29 листопада 1957) — український та радянський психіатр, педагог, основоположник української школи психіатрії, академік АН УРСР, Заслужений діяч України.

## Біографія
Народився в селі Юрки Хорішківської волості Кобеляцького повіту Полтавської губернії в сім'ї козака. Початкову освіту отримав у с. Хорішки, а згодом вступив до Військово-медичної академії (ВМА) в Петербурзі, яку закінчив у 1906 році, і продовжив роботу на кафедрі психіатрії під керівництвом В. М. Бехтерєва, засновника власної патофізіологічної школи. У 1909 році захистив докторську дисертацію «О сочетательной двигательной реакции на звуковые раздражители» . З 1911 до 1921 продовжував працювати з Бехтерєвим на посаді приват-доцента в його клінічній лабораторії. З 1921 — професор кафедри психіатрії Пермського університету. В тому ж році розробив положення про значення мови в процесі вищої нервової діяльності.
У 1923 році повернувся в Україну, де займав посаду завідувача кафедри психіатрії Харківського медичного інституту та очолював її 20 років.
У 1931 році організував перший в СРСР навчальний Психоневрологічний інститут (пізніше Інститут клінічної психотерапії та психогігієни). При інституті створив кафедру вищої нервової діяльності.
Активно сприяв створенню у Харкові Української психоневрологічної академії (1932 р.), та її подальшої реорганізації в Український науково-дослідний психоневрологічний інститут .
Заслужений діяч науки УРСР (1934). У 1935 році став членом Української академії наук.
У 1944 році будучи професором Київського інституту удосконалення лікарів, водночас організував відділ психіатрії та патології вищої нервової діяльності при інституті фізіології АН УРСР і був його завідувачем до 1957 року. Академік АН УРСР (1945).
Упродовж багатьох років виконував обов'язки головного психіатра і водночас голови вченої ради Міністерства охорони здоров'я УРСР з проблеми патології вищої нервової діяльності та психіатрії.
Був редактором журнала «Советская психоневрология».

Могила Віктора Протопопова

Помер 29 листопада 1957 року. Похований в Києві на Байковому кладовищі.

## Наукова та педагогічна робота
Вихованець патофізіологічної школи В. М. Бехтерєва. Засновник власної патофізіологічної школи в психіатрії, автор оригінальних методик дослідження вищої нервової діяльності. Пріоритетним напрямом наукової діяльності В. П. Протопопова було вивчення психосоматичних процесів та взаємозв’язків між ними. В результаті чисельних досліджень описав вегетативні порушення при маніакально-депресивному психозі (Тріада Протопопова). У власній лікарський практиці широко застосовував терапію тривалим сном, методики дезінтоксикаційної терапії, дієтотерапії. В. Протопопов є розробником методу вироблення рухових умовних рефлексів. Дослідницьким шляхом вивчено механізми формування моторних навичок та елементарних абстракцій у собак і та інших тварин, обґрунтовано трактування фізіологічних засад абстрактного мислення людини. Чималий внесок зроблено вченим в напрямку вивчення фізіології вищої нервової діяльності, а саме – у сфері фізіології моторних навичок .
Збагатив медичну науку напрацюваннями в галузі патогенеза шизофренії та маніакально-депресивного психоза. В. Протопопов своїми дослідженнями у сфері фізіології впроваджував вчення І. П. Павлова про вищу нервову діяльність .
В. Протопопов активно сприяв повоєнному відновленню та розвитку закладів психіатрії в Україні.
Є автором 160 наукових робіт, у тому числі 5-ти монографій переважно за темою «патофізіологія психозів». Під керівництвом В.П. Протопопова виконано 5 докторських і 5 кандидатських дисертацій. 

### Публікації
- Протопопов В. П. Соматический синдром, наблюдаемый в течение маниакально-депрессивного психоза. // Научная медицина. — 1920. — № 7. — С. 721—749.
- Протопопов В. П. Цель и задачи, выполнению которых я посвятил свою жизнь // Протопопов В. П. Избранные труды. — Киев: АН УССР, 1961. — С. 533—536
- «О сочинительной двигательной реакции на звуковые раздражения» (1909)
- «Менструальные расстройства при маниакально-депрессивном психозе» (1919)
- «Соматический синдром, наблюдаемый в течение маниакально-депрессивного психоза» (1920)
- «Объективный метод изучения поведения человека и высших животных» (1924)
- «Условия образования моторных навыков и их физиологическая характеристика» (1935)
- «К вопросу об организации терапии психозов» (1935)
- «Принципы и методы охранительной терапии»(1937)
- «Патофизиологические особенности в деятельности центральной нервной системы при шизофрении» (1938)
- «Патофизиологические основы рациональной терапии шизофрении» (1946)
- «Состояние и пути дальнейшего развития на Украине учения И. П. Павлова о физиологии и патологии высшей нервной деятельности» (1950)
- "Образование моторных навыков у животных по методу «стимул-преграда» (1950)
- «Процессы отвлечения и обобщения (абстракции) у животных и человека» (1950)
- «Итоги работ в области психиатрии, физиологии и патологии высшей нервной деятельности, проведённые нами за последние 20 лет» (1953)
- «Обмен веществ при маниакально-депрессивном психозе, терапия и профилактика этого психоза» (1955)

## Нагороди та відзнаки
• 2 ордена Леніна
• орден Трудового Червоного Прапора.